# Pleurodira
Pleurodira là một trong hai phân bộ còn sinh tồn của Bộ Rùa, phân bộ còn lại là Cryptodira (rùa cổ ẩn). Sự phân chia này thể hiện sự tiến hóa chuyên biệt rất sâu sắc giữa hai loại rùa rất khác nhau. Sự khác biệt về thể chất giữa chúng, mặc dù về mặt giải phẫu là mang tính nội bộ trong phân loại của bộ rùa nhưng dù sao đi chăng nữa chúng cũng rất có ý nghĩa về mặt động vật học một cách đáng kể.
Pleurodira được biết đến nhiều hơn với cái tên là rùa cổ bên (chúng có khả năng khép cổ một bên dưới mai và mở một bên mắt để quan sát) và cái tên Pleurodira được dịch theo nghĩa đen là cổ bên, trong khi Cryptodira được gọi là rùa cổ ẩn. Phân bộ rùa Pleurodira hiện bị giới hạn ở môi trường nước ngọt ở Nam bán cầu, phần lớn đến Úc, Nam Mỹ và Châu Phi. Ở Pleurodira, hai họ rùa còn sống được đại diện là Chelidae, còn được gọi là rùa cổ bên Úc-Nam Mỹ và Pelomedusidae, còn được gọi là rùa cổ Châu Phi-Nam Mỹ.
Pleurodira được xác định theo cách thức mà chúng rút đầu vào mai rùa của chúng. Những con rùa này có cái cổ được uốn cong trong mặt phẳng chiều ngang, kéo đầu vào một khoảng trống phía trước một trong hai chân trước để nép đầu vào mai rùa. Phần nhô ra lớn hơn của mai rùa giúp bảo vệ cổ, phần còn lộ ra một phần sau khi rút lại. Các phương pháp uốn cổ khác nhau đòi hỏi giải phẫu hoàn toàn khác nhau của đốt sống cổ. Tất cả rùa còn tồn tại được nghiên cứu cho đến nay có tám đốt sống ở cổ, các đốt sống này hẹp về mặt cắt ngang. Ngược lại, trong phân bộ Cryptodira thì lại có xương cổ rộng và phẳng.

## Phân loại
- Podocnemididae
- Chelidae
- Dortokidae (tuyệt chủng)
- Eusarkiidae (tuyệt chủng)
- Propleuridae (tuyệt chủng)
- Bothremydidae (tuyệt chủng)
- Araripemydidae (tuyệt chủng)
- Pelomedusidae